# Vi Mele
Vi Mele was een Amerikaanse bigband-zangeres en bandleider in het swingtijdperk.
Vi Mele had een eigen band, Vi Mele and Her Playboys, waarmee ze in 1935 in een RKO-film verscheen, "The Nitwits". Het nummer "Music in the Heart" van die film verscheen op plaat bij het label Bluebird Records. Voor dit label nam de groep zes nummers op, waaronder "You're an Angel". In datzelfde jaar en in 1936 maakte ze opnames met het orkest van Johnny Johnson, die verschenen op de labels Melotone Records en Banner Records. Hierna werkte ze enige tijd in de eerste, weinig succesvolle band van Glenn Miller (1937) om vervolgens zangeres te worden van het orkest van Jimmy Dorsey, waar ze Anne Richmond verving. Met Dorsey nam ze verschillende nummers op, in mei.

## Discografie
Met Vi Mele And Her Playboys
- Music in the Heart/Ninon (1935)

Met Johnny Johnson And His Orchestra
- Every Little Moment/In A Little Gypsy Tea Room (1935)
- Shooting High/I Feel Like A Feather In The Breeze (1936)
- Eeny Meeny Miney Mo/If You Were Mine (1936)

Met Jimmy Dorsey And His Orchestra
- Any Old Time At All/I Love You In Technicolor (1938)